# W Drodze (dwutygodnik)
W Drodze. Dwutygodnik Polityczny i Literacki – polski emigracyjny dwutygodnik ukazujący się w Jerozolimie od 1943 r.
Czasopismo finansowane było przez jerozolimski Ośrodek Informacji Polskiej (Polish Information Center). Pismo redagował Wiktor Weintraub, a następnie Zdzisław Broncel. Współpracownikami byli m.in. Maria Danilewicz Zielińska, Ksawery Pruszyński, Teodor Parnicki, Anatol Krakowiecki, Maria Kuncewiczowa, Tymon Terlecki, Gustaw Herling-Grudziński, Wiktor Turek. W piśmie oprócz artykułów drukowano wiele poezji wojennej, recenzji i omówień.
Obok czasopisma Wydawnictwo „W Drodze” wydawało książki. W serii wyszła m.in. opowieść Faustyna Beaty Obertyńskiej (1943), antologia Poezja karpacka. Zbiór wierszy żołnierzy Brygady Strzelców Karpackich (red. Jan Bielatowicz, 1944), sztuka Garden Party Stanisława Pleszczyńskiego i Tadeusza Sowickiego (1944), powieść Srebrne orły Teodora Parnickiego (1944–1945).